# Johann Kuene van Franckenberg
Johann Kuene van Franckenberg, né avant 1466 et mort après 1491, est le neuvième et dernier maître d'œuvre connu de la Cathédrale de Cologne au Moyen Âge. Il succède à son père Konrad Kuene van der Hallen. Il est accepté dans la confrérie de la maçonnerie en 1466, et figure sur une facture de construction à Aix-la-Chapelle en 1487. Il est mentionné pour la dernière fois en 1491.